# Míster Gay Europa 2011
| 2005-Oslo 2006-Ámsterdam 2007-Budapest 2008-Budapest | 2009-Oslo 2010-Ginebra 2011-Braşov 2012-Roma | 2013-Praga 2014-Viena 2015-No celebrado 2016-Oppdal |

Míster Gay Europa 2011 (oficialmente: Míster Gay Europa 2010/2011) fue el 6º certamen de belleza gay en Europa. La elección de Mr Gay Europa 2010/2011 tuvo lugar en abril de 2011 en la ciudad de Brasov (Rumania), el ganador fue el italiano Giulio Spatola. Participaron 10 concursantes de otras tantas naciones europeas. Aunque se suponía que una edición de 2010 se celebraría en Ginebra, Suiza, la edición fue cancelada y no se llevó a cabo en ese año, por ello el elegido en 2011 pasaría a representar oficialmente los dos años (2010 y 2011).

## Participantes
| País                | Concursante              | Edad | Altura | Pelo   | Ojos     | Ciudad          | Profesión                         |
| ------------------- | ------------------------ | ---- | ------ | ------ | -------- | --------------- | --------------------------------- |
| Bandera de Bulgaria | Stanislav Tanchev        | 36   | x      | marrón | marrones | Sofía           | Deportista (Atletismo y Triatlón) |
| Bandera de Francia  | Guillaume Barbier        | 27   | 190    | rubio  | marrones | París           | Estudiante para trabajador social |
| Bandera de Islandia | Simon Cramer Larsen      | 26   | 183    | marrón | azules   | Reikiavik       | Profesor de secundaria            |
| Bandera de Irlanda  | Barry Francis Gouldsbury | 27   | 185    | rubio  | azules   | Dublín          | Peluquero                         |
| Bandera de Italia   | Giulio Spatola           | 26   | 175    | rubio  | verdes   | Palermo         | Cineasta / Gerente de Hotel       |
| Bandera de Noruega  | Snorre Andreassen        | 36   | x      | rubio  | azules   | Oslo            | Estilista                         |
| Bandera de Rumania  | Nicu Manea               | 32   | 172    | marrón | marrones | Curtea de Argeș | Especialista en RR. HH.           |
| Bandera de Rusia    | Ramin Ismailov           | 20   | 181    | negro  | marrones | Moscú           | Estudiante de psicología          |
| Bandera de Suecia   | Christo Willesen         | 25   | 181    | marrón | verdes   | Gothenburg      | Barman y camarero                 |
| Bandera de Turquía  | Aleydin Aliev            | 22   | 169    | negro  | marrones | Ankara          | Bailarín de ballet                |